# Бій біля Чемульпо
Бій біля Чемульпо́  (яп. 仁川沖海戦 Дзінсенъоки кайсен) , кор. 제물포 해전제물포 해전 — морська битва на початку Російсько-японської війни, відбулася 27 січня (9 лютого) 1904 року поблизу міста Чемульпо (застаріла назва міста Інчхона) в Кореї між російським крейсером «Варяг» і канонерським човном «Кореєць» під загальним командуванням капітана 1-го рангу Всеволода Руднєва і японською ескадрою контр-адмірала Сотокіті Уріу.
Командувач японською ескадрою, яка включала в себе 2 панцерних і 4 бронепалубних крейсери, а також 8 міноносців, успішно висадив десант і заблокував російські кораблі в порту, після чого змусив їх вийти на зовнішній рейд і прийняти бій у невигідних для них умовах. У ході бою «Варяг» отримав ряд пошкоджень, вийшов з бою і разом з «Корейцем» повернувся в порт, де російські кораблі згодом були знищені своїми командами, які перейшли на нейтральні судна.

## Передісторія

### Ситуація в Чемульпо на початку 1904 року

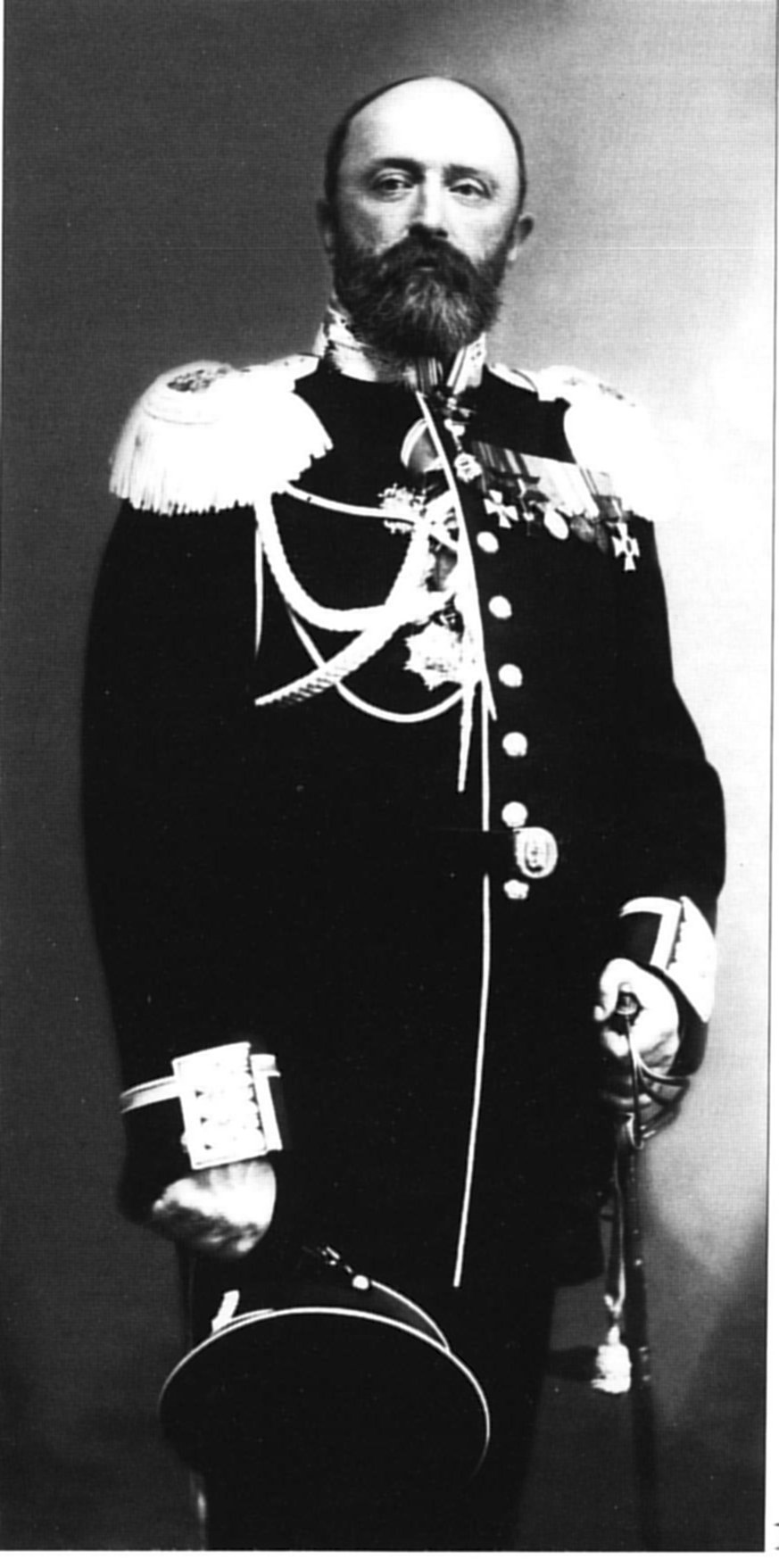
Командир «Варяга» капітан 1-го рангу Всеволод Руднєв

Російські крейсер «Варяг» і канонерський човен «Кореєць» перебували з дипломатичною місією в затоці біля міста Чемульпо, який був портом корейської столиці Сеула. Там же знаходилися японський крейсер «Чиода», британський крейсер «Талбот», французький крейсер «Паскаль», італійський крейсер «Ельба», американський канонерський човен «Віксбург», корейський військовий пароплав «Янму», а також кілька транспортних суден, у тому числі російський пароплав «Сунгарі», який належав товариству КСЗД. «Варяг» прибув в Чемульпо 11 січня 1904 року (змінивши крейсер «Боярин»), «Кореєць» — 18 січня 1904 року (змінивши канонерский човен «Гіляк»). Згідно з приписом начальника Тихоокеанської ескадри О. Старка, «Варяг» надходив у розпорядження російського посланника в Кореї О. Павлова. Основним завданням як російських кораблів, так і іноземних суден був захист дипломатичних представництв в Сеулі в разі ускладнення внутрішньої обстановки, за допомогою висадки десантів. Важливим завданням японського крейсера «Чиода» (командир — капітан 1-го рангу К. Муракамі) було також спостереження за російськими кораблями. Його командир не виключав приходу в порт російської ескадри і висадки військ, в цьому випадку він планував викинутися на берег в порту і вести вогонь по російській ескадрі аж до підходу основних сил японського флоту.
16 січня 1904 року Корея виступила із заявою про свій нейтралітет у випадку війни між Росією і Японією. 6 лютого 1904 року Японія оголосила про розрив дипломатичних відносин з Росією. В цей же день командир «Чиоди» отримав по телеграфу наказ вийти з порту і до ранку 8 лютого з'єднатися з 4-м Бойовим загоном японського флоту, а потім — телеграму військового агента в Сеулі про захоплення японськими кораблями двох російських торговельних судів у Пусані. Побоюючись атаки «Варяга» і «Корейця», Муракамі привів «Чиоду» в бойову готовність і запропонував морському міністру діяти на випередження — раптово атакувати російські кораблі торпедами і артилерійським вогнем, але отримав негативну відповідь. О 23:55 7 лютого «Чиода» потай, без вогнів знялася з якоря і швидкістю 12 вузлів вийшла з рейду в море в умовах практично нульової видимості і при непрацюючих берегових навігаційних вогнях.
Командир «Варяга» і російський посланник в Кореї не мали офіційної інформації про розрив дипломатичних відносин, оскільки з 6 лютого 1904 року міністр зв'язку Японії видав наказ, згідно з яким телеграфні станції Кореї які знаходилися під контролем японців затримували телеграми, що містили важливу інформацію; згідно російським джерелам, затримки телеграм почалися ще раніше, і з кінця січня 1904 року командир «Варяга» і російська дипломатична місія в Кореї фактично опинилися в інформаційній ізоляції. Дізнавшись від командирів іноземних кораблів про розрив дипломатичних відносин, Руднєв 6 лютого направив телеграму в Порт-Артур, а не отримавши на неї відповіді, на наступний день попрямував на поїзді в Сеул для переговорів з посланцем, запропонувавши того евакуювати місію на «Варяг» і «Корейце». Не маючи дозволу від керівництва, посланник відмовився, запропонувавши відправити з донесеннями в Порт-Артур «Кореєць». Повернувшись в Чемульпо, Руднєв наказав командиру канонерського човна готуватися до виходу в Порт-Артур 8 лютого.

### Висадка японських військ в Чемульпо

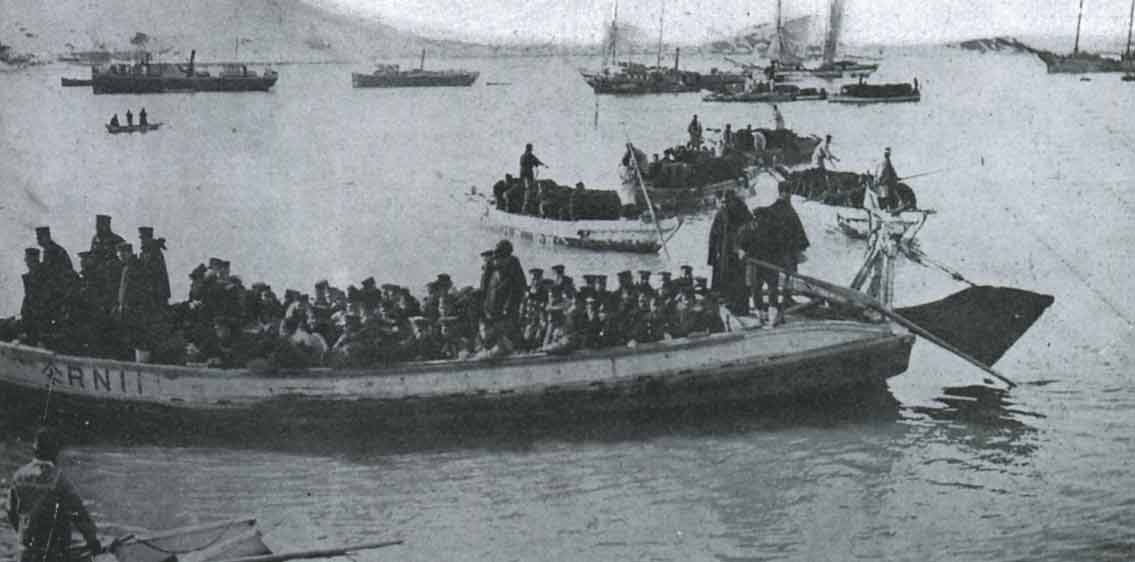
Висадка японських військ в Чемульпо

6 лютого в японській військово-морській базі Сасебо була завершена погрузка на транспорти «Дайрэн-мару» і «Отару-мару» експедиційного загону японської армії, сформованого зі складу 12-ї дивізії чисельністю 2252 людини. В цей же день транспорти в супроводі кораблів 4-го Бойового загону під командуванням С. Уріу попрямували до Чемульпо. Висадка безпосередньо в Чемульпо планувалася тільки при відсутності російських кораблів, в іншому випадку висадка повинна була проводитися в затоці Асанман. Вранці 8 лютого до загону приєдналася «Чиода», і до 12:30 японські кораблі прибули в затоку Асанман. Отримавши інформацію командира «Чиоди» про те, що російські кораблі не схильні робити ворожі дії, а також враховуючи, що Чемульпо був значно зручнішим місцем для висадки, ніж Асанман, Уріу вирішив провести висадку в Чемульпо. Через нейтральний статус порту наказ Уріу передбачав атаку російських кораблів тільки в тому випадку, якщо вони першими відкриють вогонь по японським судам. О 14:30 японські кораблі знялися з якорів і попрямували в Чемульпо.
8 лютого о 15:40 канонерський човен «Кореєць», прийнявши доставлене з Сеула донесення, знявся з якоря і попрямував до Порт-Артуру. При виході з рейду корабель зустрів японську ескадру в складі шести крейсерів («Асама», «Чиода», «Наніва», «Такачіхо», «Ніітака», «Акасі»), чотирьох міноносців і трьох транспортів. Японські кораблі сприйняли канонерский човен як потенційну загрозу транспортам і почали маневрувати з метою прикрити їх від можливої атаки, одночасно ускладнивши рух «Корейця» (згідно з твердженнями командира канонерського човна, крейсер «Асама» встав поперек курсу човна; японські джерела цього не підтверджують). При цьому міноносець «Цубаме» в ході маневрування наскочив на каміння і пошкодив гвинти, внаслідок чого його максимальна швидкість знизилася до 12 вузлів. Командир «Корейця» Г. Бєляєв ухвалив рішення про повернення; в ході розвороту човна командир міноносця «Карі» з дистанції 300 м за своєю ініціативою атакував канонерский човен торпедою, від якої той ухилився маневруванням. Далі в атаку вийшли міноносці «Хато» і «Аотака», перший випустив торпеду і промахнувся, другий внаслідок великої дистанції від пуску торпед відмовився. Командир «Корейця» Бєляєв у своєму рапорті вказував про пуск японськими міноносцями трьох торпед, що не підтверджується японськими даними, де йдеться тільки про дві торпеди. У відповідь «Кореєць» відкрив вогонь, випустивши з 37-мм гармати 2 (по російським даними) або 12-16 (за японськими даними) снарядів, також не домігшись влучень. У зв'язку зі входом в нейтральні води вогонь був припинений практично відразу ж.
«Кореєць» повернувся на якірну стоянку і був підготовлений до бою — заряджені гармати і виставлені розрахунки, пар у всіх котлах. Слідом за ним підійшли японські кораблі, які пройшли по периметру якірної стоянки, і переконалися в тому, що росіяни не роблять ворожих дій, о 17:50 приступили до висадки експедиційного загону, яка тривала до 02:30 9 лютого. Прикриття висадки здійснювали крейсера «Чиода», «Такачіхо», «Акасі», а також міноносці 9-го загону (останні стали попарно поблизу «Варяга» і «Корейця», направивши на них торпедні апарати). Інші японські крейсера, а також міноносці 14-го загону (підійшов з затоки Асанман) зайняли позицію на захід від острова Пхамільдо (поблизу виходу з Чемульпо, в російських джерелах фігурує як острів Іодолмі), маючи на меті як перешкоджання можливому нічному прориву «Варяга» і «Корейця», так і захисту района висадки у разі підходу російських кораблів з Порт-Артура. Міноносці 9-го загону, згідно з наказом Уріу, у разі спроби російських кораблів прорватися з бухти повинні були супроводжувати їх до Пхамільдо, де спільно з миноносцами 14-го загону атакувати і знищити. О 22:00 8 лютого до Чемульпо підійшло японське авізо «Тихайя»; Уріу наказав йому прямувати до затоки Асанман для захисту транспортів. Вранці 9 лютого японські кораблі покинули якірну стоянку Чемульпо, при цьому транспорти попрямували до затоки Асанман.
Російські кораблі не перешкоджали діям японців і не намагалися прорватися в море. «Варяг» був підготовлений до бою, згідно донесенню його командира, «без розголосу» — до гармат були подані боєприпаси, задраєні водонепроникні перебірки, підготовлені шланги для гасіння пожеж. Пари в котлах, крім необхідних для забезпечення життєдіяльності корабля на стоянці, не розводилися, відповідно корабель не міг швидко дати хід. «Кореєць» стояв готовим до бою з парами у всіх котлах. На обох кораблях розрахунки перебували у гармат.

### Дипломатичні дії

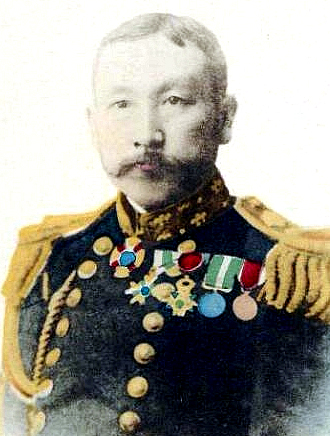
Командувач японською ескадрою контр-адмірал Сотокіті Уріу

8 лютого, після повернення «Корейця» на якірну стоянку, командир «Варяга» Руднєв попрямував до старшого на рейді командира англійського крейсера «Талбот» Л. Бейлі, повідомивши йому про атаку канонерського човна японськими миноносцами. Бейлі, у свою чергу, близько 19:00 відвідав крейсер «Такачіхо» і мав розмову з його командиром, заявивши про нейтральність рейду Чемульпо і неприпустимість ведення на ньому бойових дій. Щодо атаки «Корейця» командир «Такачіхо» капітан 1-го рангу І. Морі заявив, що не має інформації про це і не виключає помилки. Далі Бейлі попрямував на «Варяг», де повідомив Руднєву зміст розмови з японським командиром. О 20:30 Уріу отримав постанову японського уряду, яка містила дозвіл на ведення бойових дій в територіальних водах Кореї. О 22:30 командир «Чиоди» Муракамі прибув на «Талбот» для бесіди з Бейлі, в ході якої останній повідомив йому про можливі плани росіян, зокрема, про можливий вихід до Порт-Артуру пароплава «Сунгарі».
Уріу вирішив нав'язати російським кораблям бій або на зовнішньому рейді, за межами територіальних вод, або безпосередньо в порту. З 6:40 до 8:00 9 лютого Муракамі доставив командирам іноземних кораблів лист Уріу, в якому повідомлялося про початок війни з Росією і пропонувалося до 16:00 того ж дня змінити місця якірних стоянок, щоб у випадку бою в порту нейтральні кораблі не піддавалися небезпеці. О 8:00 про зміст цього листа стало відомо Руднєву від командира французького крейсера «Паскаль». Руднєв негайно викликав командира «Корейця» і повідомив йому про початок війни, а сам подався на «Талбот».
На англійському крейсері відбулася нарада за участю командирів англійського, французького та італійського крейсерів (командир американського корабля від участі в нараді відмовився). За підсумками наради було вирішено направити Уріу колективний протест, який був доставлений англійським катером на «Наніву» об 11:55, за кілька хвилин до початку бою. Одночасно командири нейтральних судів ухвалили і довели до відома Руднєва рішення, що якщо російські кораблі залишаться в порту, кораблі нейтралів до 16:00 змінять місця якірних стоянок на безпечні в разі можливого бою. Прохання Руднєва про супроводі російських кораблів нейтральними водами до кордонів територіальних вод Кореї ними було відхилене, як таке, що порушує нейтралітет. О 9:30 Руднєв на борту «Талбота» отримав переданий через консула лист Уріу, в якому йому пропонувалося до 12:00 9 лютого вийти з порту, в іншому випадку російські кораблі будуть атаковані в порту; у цей же час останній з японських кораблів які залишилися у порту, крейсер «Чиода», знявся з якоря і попрямував на зовнішній рейд. Є свідчення, що результат наради підірвав психологічний стан командира «Варяга».

## Хід битви

### Сили сторін
З боку Японії в бою брали участь панцерні крейсери «Асама» і «Чиода», бронепалубні крейсери «Наніва», «Такачіхо», «Нійтака», «Акасі» і три міноносця 14-го загону («Хаябуса», «Чідорі» і «Манадзуру»). Міноносці 9-го загону вантажилися в затоці Асанман вугіллям і водою з транспорту «Касуго-мару», а авізо «Тихайя» і міноносець 14-го загону «Касасагі» перебували в дозорі біля острова Моктокто і, таким чином, в бою не брали участі.
| Корабель                      | Корабель         | Тип                   | Рік побудови     | Водотоннажність (нормальна), т | Максимальна швидкість на здавальних випробуваннях ,вуз. | Максимальна швидкість на останніх ходових випробуваннях, вуз. | Озброєння                                    | Вага бортового залпу, кг |
| Японські кораблі              | Японські кораблі | Японські кораблі      | Японські кораблі | Японські кораблі               | Японські кораблі                                        | Японські кораблі                                              | Японські кораблі                             | Японські кораблі         |
| ----------------------------- | ---------------- | --------------------- | ---------------- | ------------------------------ | ------------------------------------------------------- | ------------------------------------------------------------- | -------------------------------------------- | ------------------------ |
| Асама (броненосный крейсер)   | «Асама»          | Панцерний крейсер     | 1899             | 9710                           | 22,1                                                    | 19,5 (28.08.1901)                                             | 4×203-мм; 14×152-мм; 12×76-мм                | 733                      |
| Чиода (крейсер)               | «Чиода»          | Панцерний крейсер     | 1890             | 2439                           | 19,5                                                    | 17,4 (27.09.1903)                                             | 10×120-мм                                    | 122                      |
| Нанива (крейсер)              | «Наніва»         | Бронепалубний крейсер | 1885             | 3709                           | 17,1                                                    | 17,8 (23.08.1902)                                             | 8×152-мм                                     | 227                      |
| Такачихо (крейсер)            | «Такачіхо»       | Бронепалубний крейсер | 1886             | 3709                           | 18,0                                                    | 16,4 (10.07.1903)                                             | 8×152-мм                                     | 227                      |
| Ниитака (крейсер)             | «Ніітака»        | Бронепалубний крейсер | 1904             | 3500                           | 17,3                                                    | 17,3 (16.01.1904)                                             | 6×152-мм; 10×76-мм                           | 210                      |
| Акаси (бронепалубный крейсер) | «Акасі»          | Бронепалубний крейсер | 1899             | 2700                           | 19,5                                                    | 17,0 (27.08.1903)                                             | 2×152-мм; 6×120-мм                           | 152                      |
| Миноносцы типа «Хаябуса»      | «Хаябуса»        | Міноносець            | 1900             | 152                            | 29,0                                                    | ?                                                             | 1×57-мм; 2×47-мм; 3×457-мм торпедних апарати | -                        |
| Миноносцы типа «Хаябуса»      | «Тідорі»         | Міноносець            | 1901             | 152                            | 28,9                                                    | ?                                                             | 1×57-мм; 2×47-мм; 3×457-мм торпедних апарати | -                        |
| Миноносцы типа «Хаябуса»      | «Манадзуру»      | Міноносець            | 1900             | 152                            | 28,8                                                    | 26,0 (29.08.1903)                                             | 1×57-мм; 2×47-мм; 3×457-мм торпедних апрати  | -                        |
| Російські кораблі             |                  |                       |                  |                                |                                                         |                                                               |                                              |                          |
| Варяг (бронепалубный крейсер) | «Варяг»          | Бронепалубний крейсер | 1901             | 6500                           | 24,6                                                    | 21,8 (16.10.1903)                                             | 12×152-мм; 12×75-мм                          | 278                      |
| Кореец (канонерская лодка)    | «Кореєць»        | Канонерський човен    | 1888             | 1213                           | 13,7                                                    | ?                                                             | 2×203-мм; 1×152-мм; 4×107-мм                 | 154                      |

Найбільш потужним і боєздатним кораблем, який брав участь у бою з японської сторони, був панцерний крейсер «Асама» (офіційно класифікувався як крейсер 1-го класу). Він був найбільш великим, який мав найбільшу швидкість, краще озброєним і захищеним серед ескадри крейсерів Уріу. Броньовий захист крейсера включав в себе броньовий пояс, який прикривав практично всю ватерлінію (за винятком невеликої ділянки в кормі), товщиною 178 мм у центральній частині (між баштами головного калібру) і 87 мм по краях. Крім того, за поясом розташовувалися скоси броньової палуби товщиною 63 мм. Над головним броньовим поясом розташовувався верхній пояс довжиною 65 м (близько половини довжини корабля) товщиною 127 мм. Гармати калібру 203 мм розміщувалися в двох баштах, захищених 152-мм бронею. Таку ж товщину мало і бронювання казематів, в яких розташовувалися 10 з 14 гармат калібру 152 мм (решта 4 гармати перебували на верхній палубі і прикривалися лише протиосколковими коробчатими щитами). Силова установка корабля використовувала морально застарілі вогнетрубні циліндричні котли (дим виводився в дві труби), які у порівнянні з більш досконалими водотрубними котлами (Бельвіля, Никлосса тощо) значно повільніше піднімали пар. Згідно тактичного формуляру (Додаток до Бойової інструкції Об'єднаного флоту), максимальна швидкість корабля оцінювалася в 20,5 вузлів.
Крейсер «Чиода» класифікувався як панцерний (офіційно в японському флот — як крейсер 3-го класу), оскільки він мав вузький (висотою 1,5 м) броньовий пояс товщиною 114 мм, який прикривав близько 65 % ватерлінії. Додатковий захист забезпечувався броньовою палубою товщиною 25 мм (скоси 37 мм). Основне артилерійське озброєння складалося виключно з 120-мм гармат. Силова установка використовувала сучасні водотрубні котли Бельвіля, дим виводився в єдину трубу. Факторами, що негативно вплинули на боєздатність корабля, були тривала перерва у навчальних стрільбах, нестабільна робота машин, використання низькоякісного японського вугілля і заросле за час служби стаціонаром днище судна, внаслідок чого крейсер не міг підтримувати максимальну швидкість ходу. В результаті, зайнявши за підсумками бою серед японських кораблів третє місце за кількістю випущених снарядів, «Чиода» не зробила жодного попадання. Згідно тактичного формуляру, максимальна швидкість корабля оцінювалася в 19 вузлів.
Однотипні бронепалубні крейсери «Наніва» і «Такачіхо» (офіційно класифікувалися як крейсери 2-го класу) були найстарішими в японській ескадрі, до моменту бою термін їх служби становив 18 років. Їх броньовий захист був представлений бронепалубою товщиною 51 мм (на скосах — 76 мм). У 1900 році кораблі були переозброєні гарматами сучасного типу. Силова установка включала в себе морально застарілі горизонтальні парові машини подвійного розширення і циліндричні котли, дим з яких виводився в єдину трубу. Згідно тактичного формуляру, максимальна швидкість кораблів оцінювалася в 18 вузлів.
Бронепалубний крейсер «Ніітака» (офіційно класифікувався як крейсер 3-го класу) був наймолодшим серед японських кораблів, він був зданий флоту 27 січня 1904 року, тобто за 2 тижні до бою, при цьому у зв'язку з необхідністю якнайшвидшого введення в дію корабель не пройшов повної програми випробувань. Броньовий захист корабля було представлено бронепалубою товщиною 37 мм (на скосах — 63 мм). Силова установка сучасного типу (машини потрійного розширення, водотрубні котли Ніклосса, три димових труби) в бою працювала нестабільно. Самим слабким з японських крейсерів був «Акасі» (офіційно класифікувався як крейсер 3-го класу). Корабель був захищений бронепалубою товщиною 25 мм (на скосах — 51 мм), силова установка використовувала циліндричні котли, крейсер мав дві димові труби. Згідно тактичного формуляру, максимальна швидкість кораблів оцінювалася в 20 вузлів.
Бронепалубний крейсер «Варяг» (офіційно — крейсер 1-го рангу) на момент бою прослужив всього три роки і був одним з новітніх крейсерів російського імператорського флоту. Силова установка крейсера складалася з парових машин потужністю 20 000 л. с. (для порівняння, значно більш великий «Асама» мав машини потужністю 18 000 л. с.) і 30 водотрубних котлів Ніклосса. Котли були скомпоновані у чотирьох котельних відділеннях, кожне з яких мало власну димову трубу, що підвищувало життєздатність силової установки. Максимальна швидкість, досягнута на випробуваннях, становила 24,59 вузла, середня швидкість на 12-годинних випробуваннях — 23,2 вузла. На випробуваннях в жовтні 1903 року, які проводилися при роботі машин на знижених порівняно з проектними значеннями характеристиках (тиск пари 15 атм при проектних 18 атм), оберти валів були доведені до 140 об/хв. (при проектних 160 об/хв.), що відповідало швидкості 21,8 вузлів при проектній осадці. Броньовий захист корабля було представлено бронепалубою товщиною 38 мм (на скосах — 76 мм), бронею були захищені також підстави димоходів, елеватори подачі боєприпасів, бойова рубка і комунікаційна труба яка йшла від неї. Недоліком крейсера відзначається відсутність будь-якого захисту артилерії (не було навіть броньових щитів) і не цілком вдале її розташування (в бортовому залпі могли брати участь тільки 6 з 12 гармат головного калібру; в той же час, строго в ніс і корму могли вести вогонь по 4 гармати).
Канонерський човен «Кореєць» до 1904 року мав вік 16 років. При досить сильному озброєнні (вагу бортового залпу можна було порівняти з таким у японських крейсерів 3-го класу, а при веденні вогню прямо по курсу російський корабель мав вогневу перевагу) човен мав швидкість лише 13 вузлів і був дуже слабо броньований (обладнаний тільки броньовою палубою товщиною 10 мм і щитами гармат). Недоліком артилерійського озброєння «Корейця» було використання застарілих гармат, які мали гірші балістичні характеристики і меншу швидкострільність в порівнянні з сучасними гарматами, встановленими на «Варязі» і японських кораблях.
За бортовим залпом японська ескадра мала перевагу перед «Варягом» і «Корейцем» в 3,9 рази —  проти 432 кг. У той же час, через вузькості фарватеру і неможливості одночасного введення в бій всіх кораблів, повною мірою реалізувати цю перевагу японській ескадрі було важко. План бою з японської сторони передбачав поділ ескадри на три групи і послідовне їх введення в бій по мірі просування російських кораблів фарватером

### Плани сторін

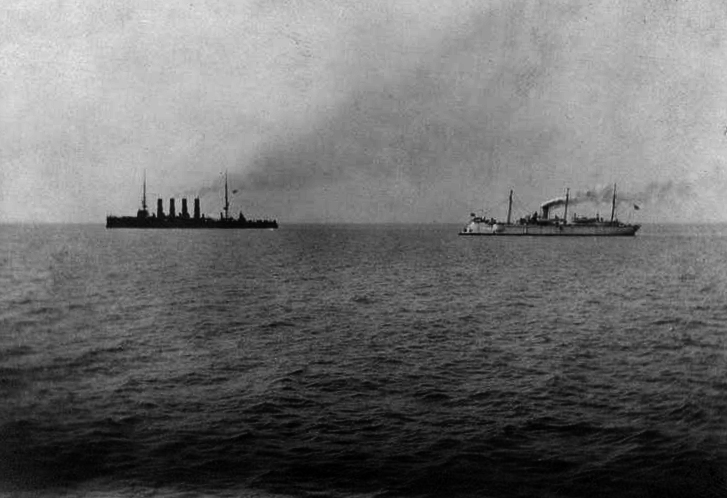
«Варяг» і «Кореєць» виходять на бій

У японської сторони був детальний план бою, доведений наказом Уріу до командирів кораблів о 9:00 9 лютого. Він передбачав два основних варіанти розвитку подій — у разі спроби прориву російських кораблів і у разі відмови їх від прориву. У першому випадку, враховуючи обмеженість фарватеру, Уріу виділив три кордони перехоплення російських кораблів, на кожному з яких повинна була діяти своя тактична група: в першу групу була призначена «Асама», у другу — «Наніва» (флагман Уріу) і «Ніітака», третю — «Чиода», «Такачихо» і «Акасі». Основна роль відводилася «Асамі», як найбільш сильному кораблю загону. У разі відмови російських кораблів від прориву, Уріу планував атакувати їх у порту торпедами силами 9-го загону міноносців (якщо б нейтральні судна не покинули б свої якірні стоянки), або артилерією і торпедами силами всієї ескадри.
Російська сторона опрацьованого плану бою не мала. Ще на борту «Талботу» Руднєв вирішив іти на прорив, про що повідомив командирів нейтральних судів. Повернувшись на борт «Варяга» о 10:00, Руднєв провів коротку нараду з офіцерами корабля, на якій було підтримано рішення про прорив, а також одноголосно вирішено в разі невдачі прориву підірвати корабель; офіцери отримали інструкції до бою. Командир «Корейця» Бєляєв на нараду запрошений не був і про плани Руднєва не знав, канонерський човен почали готувати до бою відразу після прибуття його командира, який повідомив офіцерам і команді про початок війни. З борту «Корейця» було викинуто все зайве дерево, обрубані стеньги щогл для ускладнення противнику визначення відстані до корабля. «Варяг» почали готувати до бою о 9:30 — були підняті пари в котлах, за деякими відомостями — також викидалося за борт дерево. Об 11:00 Руднєв виступив перед командою з короткою промовою, в якій повідомив їй про початок війни і своє рішення прийняти бій.

### Битва

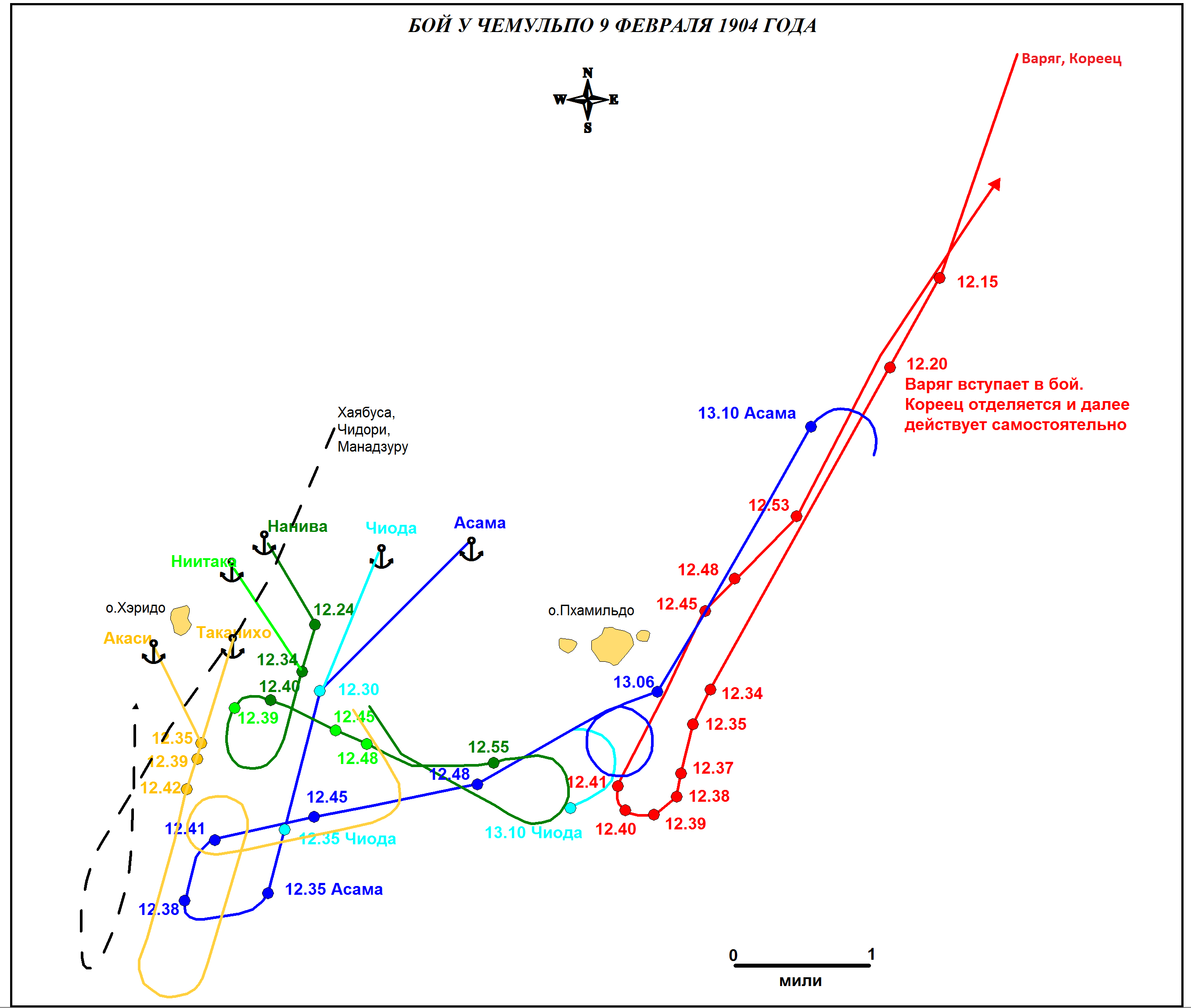
Схема бою

9 лютого 1904 року в районі Чемульпо стояла ясна погода, температура повітря становила 6 °С, хвилювання практично відсутнє. До моменту початку бою розпочався відплив, який, разом з течією ріки, створював попутну течію для російських кораблів швидкістю близько 4 вузлів.
Об 11:20/11:55 9 лютого «Варяг» і «Кореєць» (останньому подали відповідний сигнал) знялися з якорів і рушили до виходу з бухти. Команди були вишикувані на верхній палубі, при проході повз нейтральні кораблі оркестр грав національні гімни країн. На іноземних кораблях також грала музика, їх команди проводжали російські кораблі криками «ура». Об 11:25/12:00 на «Варязі» пробили бойову тривогу й підняли бойовий прапор.
Першим зі стоянки вийшов «Кореєць», який швидше знявся з якоря, але об 11:40/12:15 канонерський човен обігнав «Варяг», після чого він рухався за крейсером на відстані 1-2,5 кабельтова. Вихід російських кораблів став несподіванкою для японців — Уріу прийшов до висновку, що «Варяг» і «Кореєць» залишаться в порту, і почав підготовку до атаки їх миноносцами на якірній стоянці увечері 9 лютого, запросивши на флагманську «Наніву» командирів «Чиоди» і «Хаябуси». Об 11:30/12:05 вихід російських кораблів був виявлений крейсером «Чиода», а в 11:37/12:12 Уріу віддав наказ про екстренне знімання з якоря. Японські кораблі, не маючи часу на підйом якорів, відрубали якірні ланцюги, а тактичні групи формувалися по ходу зйомки. Об 11:40/12:15 Уріу наказав кораблям ескадри готуватися до бою і підняти бойові прапори.
Оцінивши ситуацію, Уріу наказав «Чиоді» підтримувати «Асаму», сформувавши таким чином окрему бойову групу. Згідно з рапортами Руднєва, Уріу підняв сигнал з пропозицією про здачу, що спростовується японськими джерелами, а також тим фактом, що флагманська «Наніва» в цей час перекривалася «Асамою». Бій розпочався об 11:45/12:20 пристрілювальним пострілом з «Асами» на відстані 7000 м. Російські кораблі йшли зі швидкістю близько 10 вузлів (згідно з рапортом командира «Корейця», човен йшов «середнім ходом», давши повний хід вже після початку бою), не намагаючись використати перевагу «Варяга» в швидкості.
Російські кораблі відкрили вогонь об 11:47/12:22. «Варяг» вів бій бронебійними снарядами, «Кореєць» і японські кораблі — фугасними; при цьому японські снаряди розривалися при ударі об воду. Об 11:59/12:34 «Варяг» почав завертати ліворуч, 12:00/12:35 на «Асамі» відзначили влучання 203-мм снаряда в район кормового містка російського крейсера, що викликало пожежу. За спостереженнями японської сторони, з 12:35 до 12:38 «Варяг» відкрив сильний вогонь, але не зміг його підтримувати далі. Об 12:03/12:38 152-мм снаряд з «Асами» влучив у праве крило переднього містка «Варяга», цим влучанням була знищена носова далекомірна станція, убитий мічман А. Нірод і виведені з ладу далекомірники, почалася пожежа в штурманській рубці. Після цього російський крейсер несподівано для японців скинув хід і почав циркуляцію праворуч, повертаючи на зворотний курс (за російськими даними, поворот розпочався об 12:15/12:50, японськими — на 10 хвилин раніше). Згідно з рапортом Руднєва, одним з японських снарядів перебило комунікаційну трубу з приводами до рульової машини, проте обстеження «Варяга» після підйому слідів влучень в районі проходження труби і бойових пошкоджень рульового управління не виявило. Поворот крейсера мотивувався його командиром бажанням на час вийти зі сфери вогню противника, загасити пожежі і виправити рульове управління.
За японськими даними, за короткий період з 12:05/12:40 по 12:06/12:41, коли «Варяг» здійснював циркуляцію, і відстань до нього було мінімальною (4800 м), він отримав велику кількість влучень — одне 203-мм снарядом між носовим містком і трубою, і п'ять-шість 152-мм снарядами в носову і центральну частину корабля. Останнє попадання було зафіксовано об 12:10/12:45 — 203-мм снаряд розірвався в кормовій частині російського крейсера. До 11:59/12:34 по «Варягу» вів вогонь тільки «Асама», потім до 12:13/12:48 — з різною інтенсивністю всі японські крейсера; після до кінця бою стріляли «Асама» і «Ніітака». За рапортом Руднєва, в період циркуляції «Варяг» відчував труднощі в управлінні, в результаті чого для запобігання зіткнення з островом Пхальмідо довелося короткочасно давати задній хід.
О 12:13/12:48 «Варяг» завершив циркуляцію і разом з «Корейцем» рушив назад до якірної стоянки, переслідуваний японськими крейсерами, в першу чергу — «Асамою» і «Ніітакою». О 12:40/13:15 у зв'язку з підходом російських кораблів до якірної стоянки, що при продовженні бою створювало загрозу нейтральним кораблям, японські крейсери припинили вогонь і відійшли. Через п'ять хвилин через збільшення відстані до супротивника російські кораблі також завершили стрільбу, а о 13:00/13:35 стали на якір на своїх стоянках.

### Підсумки битви
Японські крейсери вели бій трьома бойовими групами: «Асама» і «Чіода», «Наніва» і «Ніітака», «Такачихо» і «Акасі». Міноносці перебували в 500—600 м від борту «Наніви», яка не вела вогню, і в бою фактично не брали участі. Бій ускладнювався вузькістю фарватеру, що ускладнювало для японців одночасне введення в бій всіх кораблів, сильною течією, яка ускладнювала підтримання курсу, а також періодичним влучення «Варяга» у створ з островом Пхальмідо, що змушувало окремі японські кораблі тимчасово припиняти вогонь. Японські кораблі в ході бою активно маневрували, розвиваючи при цьому швидкість до 18 вузлів. Бій вівся на відстані від 4800 до 8000 м.
Найбільш активну участь в бою взяли «Асама», «Чіода» і «Ніітака». Інші японські крейсера випустили незначна кількість снарядів.
| Дистанції бою і витрати боєприпасів японських крейсерів |         |         |          |           |            |         |       |
|                                                         | «Асама» | «Чіода» | «Наніва» | «Нійтака» | «Такачихо» | «Акасі» | Разом |
| Дистанції бою                                           |         |         |          |           |            |         |       |
| Максимальна дистанція, м                                | 7000    | 6000    | 6800     | 6000      | 8000       | 6500    |       |
| Мінімальна дистанція, м                                 | 4800    | 4800    | 6200     | 5300      | 5600       | 6000    |       |
| Витрата снарядів                                        |         |         |          |           |            |         |       |
| 203 мм                                                  | 27      |         |          |           |            |         | 27    |
| 152 мм                                                  | 103     |         | 14       | 53        | 10         | 2       | 182   |
| 120 мм                                                  |         | 71      |          |           |            |         | 71    |
| 76 мм                                                   | 9       |         |          | 130       |            |         | 139   |

Витрата снарядів у бою російськими кораблями залишається предметом дискусії. Згідно з рапортом Руднєва, «Варяг» випустив 425 152-мм снарядів, 470 — 75-мм, 210 — 47-мм, тобто значно більше, ніж всі японські кораблі, разом узяті. Однак, вироблений японцями після підйому крейсера підрахунок на ньому снарядів цю інформацію не підтверджує і дає значно менші цифри витрат боєприпасів «Варягом» в бою. Згідно підрахунку, крейсер випустив не більше 160 снарядів калібру 152 мм і близько 50 калібру 75 мм. Витрата снарядів «Корейцем», згідно з рапортом його командира, склала: 203 мм — 22, 152 мм — 27, 107 мм — 3.

## Пошкодження і втрати

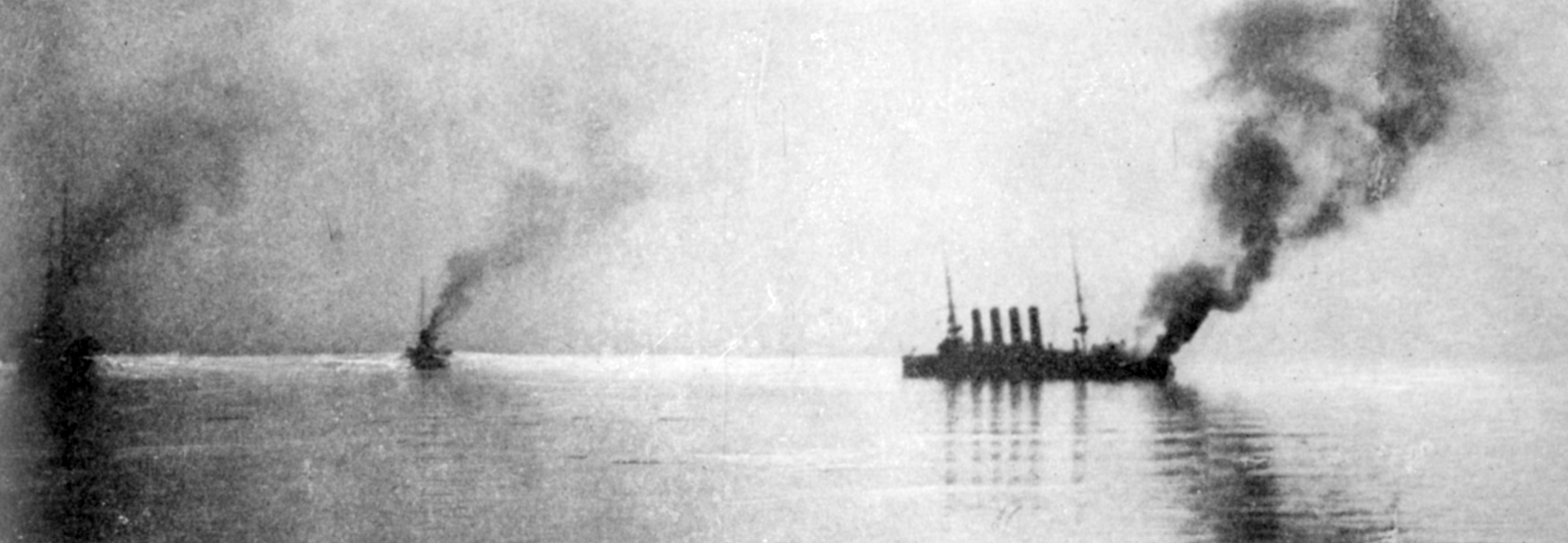
«Варяг» після бою, незадовго до затоплення. Видно крен корабля і сильна пожежа на кормі

В ході бою на японських кораблях було зафіксовано попадання у «Варяг» снарядів: 203 мм з «Асами» — 3, 152 мм — 6 або 7 (4-5 з «Асами» і по одному з «Наніви» і «Такачихо»). «Чіода» відрапортувала також про орієнтовне одне влучення в «Кореєць», яке викликало пожежу, що не підтверджується російськими даними.
У вахтовому журналі «Варяга» і звітах Руднєва зафіксований ряд влучень, в тому числі одне в підводну частину корабля, що викликало затоплення частини вугільних ям і помітний крен судна на лівий борт. Відзначені два попадання в кормову частину крейсера, що викликали пожежі, причому в одному випадку горіли артилерійські порохові заряди, палуба і вельбот, а в другому — зруйновані офіцерські каюти і підпалено борошно в провізійному відділенні (цю пожежу так і не було остаточно ліквідовано). Іншими влученнями була знищена дальномірна станція № 2, пошкоджений грот-марс і димова труба № 3, підбитий ряд гармат. Розривом одного зі снарядів, осколки якого залетіли в бойову рубку, був контужений командир крейсера, вбито і поранено ще кілька людей. Проведений після бою огляд виявив пошкодження: п'яти 152-мм, семи 75-мм і всіх 47-мм гармат.
З команди «Варяга» безпосередньо в ході бою загинули 1 офіцер і 22 матроси (після бою протягом декількох днів померли ще 10 осіб). Точна кількість поранених залишається дискусійною, оскільки в джерелах фігурують різні цифри. У вахтовому журналі крейсера вказано, що були тяжко поранені один офіцер і 26 нижніх чинів, «поранені менш серйозно» — командир крейсера, два офіцера і 55 нижніх чинів, всі поранені зазначені поіменно. У рапорті Руднєва керуючому Морським міністерством зазначено, що важкі і середні поранення отримали один офіцер і 85 нижніх чинів, легкі поранення — два офіцери і більше ста нижніх чинів, у рапорті наміснику Руднєвим наводяться інші цифри — серйозно поранені один офіцер і 70 нижніх чинів, легко — два офіцера, а також багато нижні чини отримали дрібні поранення від осколків снарядів. В офіційному санітарному звіті за підсумками російсько-японської війни наводиться цифра в 97 поранених, нарешті, згідно з історичним журналом крейсера «Телбот», усього на нейтральні кораблі було прийнято 68 поранених (четверо офіцерів і 64 матросів), кілька чоловік з яких згодом померли. Канонерський човен «Кореєць» втрат в екіпажі не мав, а пошкодження обмежилися однією осколковою пробоїною у таранном відсіку.
В ході підйому «Варяга» японці вивчили крейсер і детально описали виявлені пошкодження. Всього в корпусі і надбудовах (щогли і труби були при підйомі демонтовані) були виявлені сліди 9 бойових ушкоджень, а також пошкодження, яке виникло після затоплення корабля:
1. Пробоїна розміром 0,6 × 0,15 м на передньому містку по правому борту і поруч з нею кілька дрібних пробоїн;
2. Пробоїна розміром 3,96 × 1,21 м і поряд з нею 10 дрібних пробоїн на палубі по правому борту в районі переднього містка;
3. Пробоїна розміром 0,75 × 0,6 м і поряд з нею три дрібні пробоїни в фальшборті по правому борту, між першою і другою димовою трубою;
4. Пробоїна розміром 1,97 × 1,01 м в лівому борту у ватерлінії (нижня кромка пробоїни йшла на 0,8 м нижче ватерлінії), між другою і третьою димовою трубою;
5. Підводна пробоїна розміром 1,99 × 0,15 м на лівому борту, за четвертою димовою трубою, що виникла в результаті продавлювання борту камінням після затоплення корабля;
6. 12 невеликих пробоїн у центральній частині верхньої палуби, в районі грот-щогли;
7. Пробоїна розміром 0,72 × 0,6 м в лівому борту на 1,62 м вище ватерлінії, під 152-мм гарматою № 10;
8. Дуже велика (розміром 3,96 × 6,4 м) пробоїна на верхній палубі по лівому борту, в районі 152-мм гармат № 11 і 12, там же сталася велика пожежа;
9. Шість невеликих пробоїн по правому борту в кормовій частині за 152-мм гарматами;
10. Пробоїна розміром 0,75 × 0,67 м на верхній палубі в кормовій частині.

Враховуючи влучення в демонтовані конструкції, А. Полутов приходить до висновку про наявність 11 влучень у «Варяг». На думку В. Катаєва, пошкодження № 5 виникло внаслідок посадки крейсера на камені біля острова Пхальмідо, а пошкодження № 8, 9 і 10 не мають бойовий характер і є результатом пожежі та вибуху боєприпасів, що стався в Чемульпо на покинутому після евакуації команди кораблі.
В результаті обстеження корабля японцями також було встановлено, що пожежами була пошкоджена 1⁄6 частина корабля, особливо постраждала палуба в кормовій частині. Силова установка і механізми гвинто-рульової групи ніяких бойових пошкоджень не мали і перебували в справному стані. Всі 152-мм гармати, а також не менше шести 75-мм і двох 47-мм гармат «Варяга» японці після обстеження визнали придатними для використання.
Згідно російським джерелам (рапорти Руднєва і Бєляєва, вахтові журнали кораблів), спостерігалося влучення у кормовий місток «Асами» з пожежею і потоплення одного з міноносців. За нібито отриманим Руднєвим відомостями з різних, не названих ним у рапортах конкретно, джерел (у тому числі чуток), крейсер «Такачихо» затонув після бою при переході в Сасебо, причому нібито разом з 200 пораненими, навіщо-то перевантаженими на нього, з потопаючої, з «Асами»; крейсери «Асама» і «Наніва» були поставлені в док для виправлення пошкоджень, японці звезли на берег 30 вбитих.
Однак японські історичні та архівні джерела стверджують про відсутність попадань в кораблі японської ескадри, а також будь-яких пошкоджень і втрат. Це повністю підтверджується активною участю нібито пошкоджених крейсерів «Такачихо» і «Асама», а також інших японських учасників бою, в подальших подіях російсько-японської війни, навіть незабаром після бою у Чемульпо. Японські міноносці в бою взагалі не брали участь, а трималися позаду ескадри, тому що сенсу в їх участі не було.
В даний час добре відома доля кораблів японського флоту; зокрема, крейсер «Такачихо» загинув вже в ході Першої світової війни при облозі Циндао, міноносці 9-го і 14-го загонів були виключені зі списків флоту в 1919—1923 роках і здані на злам. Стрільба російських кораблів оцінювалася Уріу як «безладна» і мала «вкрай низьку точність». Неефективність стрільби російських кораблів пояснюється слабкою підготовкою комендорів (так, під час навчальних стрільб по щиту 16 грудня 1903 року зі 145 випущених «Варягом» снарядів ціль вразили лише три малокаліберних гармати, і жодна — головного калібру), помилками у визначенні дистанції до ворожих кораблів (пов'язаних у тому числі з виходом з ладу в бою далекомірних станцій), руйнуванням системи управління вогнем.

## Після бою

### Знищення російських кораблів

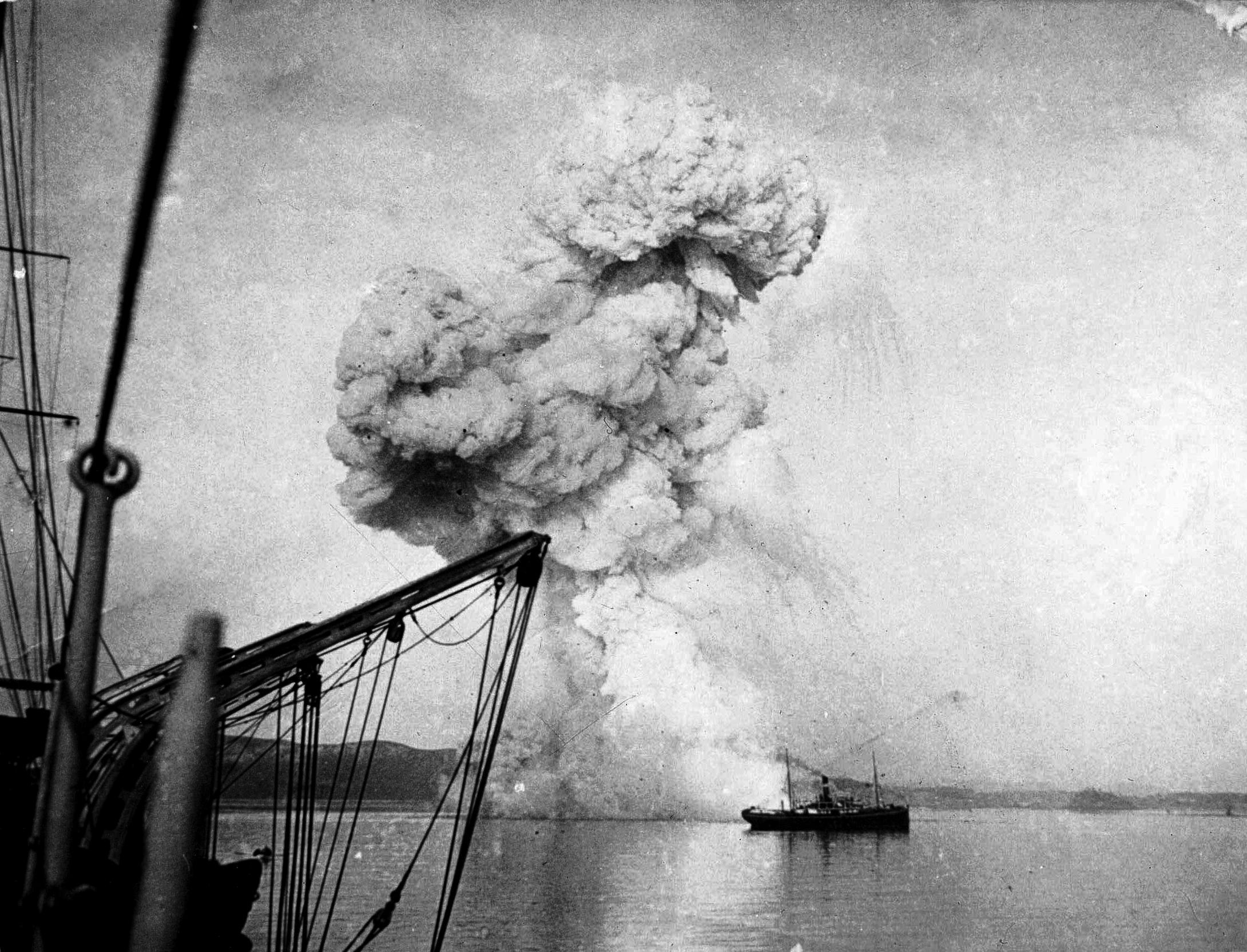
Вибух «Корейця»

Після постановки на якір офіцери і команда «Варяга» приступили до огляду судна та виправлення пошкоджень. О 13:35 Руднєв вирушив на «Талбот», де заявив його командиру про намір знищити «Варяг» і перевезти команду на нейтральні кораблі; отримавши згоду Бейлі, Руднєв о 13:50 повернувся на крейсер і повідомив про своє рішення офіцерам, які на загальній раді підтримали командира (необхідно зазначити, що рішення офіцерів не було одноголосним; зокрема, старший офіцер «Варяга» В. Степанов не був запрошений на раду, і наказ Руднєва покинути корабель став для нього повною несподіванкою).
На «Варяг» стали прибувати шлюпки з іноземних кораблів з лікарями, які почали перевозити спочатку поранених, а потім і іншу команду корабля на англійський, французький та італійський крейсери. Командир американської канонерського човна, не маючи вказівок від керівництва, відмовився приймати російських моряків, у зв'язку з чим Руднєв відіслав його шлюпку з лікарем. До 15:50 перевезення команди крейсера було завершено; на прохання командирів іноземних судів, які побоювалися пошкодження своїх кораблів при вибуху (згідно з повідомленням Руднєва), було вирішено обмежитися затопленням «Варяга» шляхом відкриття клапанів і кінгстонів; при цьому не проводилися заходи, спрямовані на приведення озброєння та обладнання крейсера в непридатність. Командою було взято мінімум речей, тіла загиблих не евакуювалися і були залишені на кораблі. О 18:10 «Варяг», маючи на кормі пожежа, перекинувся на лівий борт і ліг на ґрунт.
О 15:30 командир «Корейця» зібрав офіцерів, повідомив їм про ухвалене Руднєвим рішення і запропонував обговорити подальшу долю канонерського човна. Всі офіцери, починаючи з молодшого, висловилися про безглуздість нового бою у зв'язку з перевагою противника і неможливості завдати йому якоїсь шкоди. У зв'язку з цим було вирішено «Кореєць» підірвати, а команду перевести на нейтральні кораблі. Через поспішність евакуації команда не брала речей, а секретні документи були спалені в присутності спеціальної комісії. Остання шлюпка з човна відійшла о 15:51, а о 16:05 канонерський човен була підірвано і він затонув. Одночасно було підпалено пароплав «Сунгарі», який через деякий час сів на ґрунт.

### Доля команд

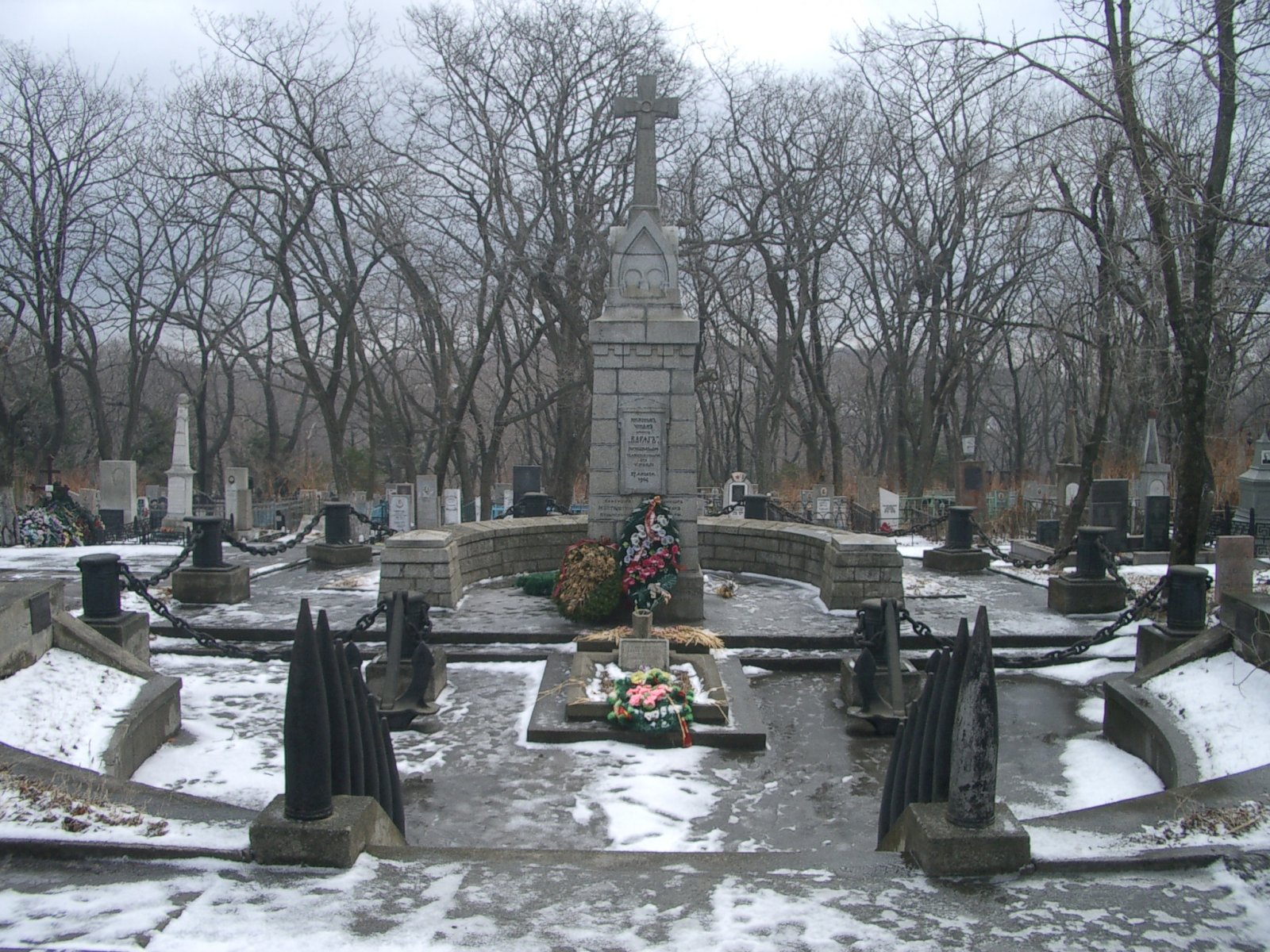
Поховання нижніх чинів крейсера «Варяг» на Морському кладовищі Владивостока

Офіцери і команди російських кораблів були розміщені на французькому крейсері «Паскаль» (216 осіб), англійському крейсері «Талбот» (273 особи) та італійському крейсері «Ельба» (176 осіб). Враховуючи високу скупченість і відсутність умов для догляду за пораненими (з яких незабаром померло 8 осіб), було ухвалено рішення про перевезення 24 тяжкопоранених на берег, у японський шпиталь Червоного Хреста. Одночасно по дипломатичних каналах велися переговори про статус російських моряків; японці погодилися на повернення їх на батьківщину за умови надання ними зобов'язання більше не брати участь у війні, на що був потрібен найвищий дозвіл. 27 лютого Микола II дав свою згоду на умови японців, але вивезення команд російських кораблів розпочалося раніше, під зобов'язання іноземних урядів. 16 лютого «Паскаль» пішов у Шанхай і потім в Сайгон, де і висадив російських моряків. Англійський та італійський крейсери пішли до Гонконгу, де команди російських кораблів, які знаходилися на «Талботі», переправили через Коломбо до Одеси (куди вони прибули 1 квітня), а моряків з «Ельби» — у Сайгон. З Сайгона через Крит і Одесу моряки 23 квітня прибули до Севастополя. Після урочистої зустрічі в Санкт-Петербурзі команди кораблів були розформовані і розподілені по різним флотам, крім Тихоокеанського (згідно з домовленістю з японцями про неучасть команд у бойових діях).
Останки загиблих моряків були в 1911 році перенесені у Владивосток і поховані в братській могилі на Морському кладовищі міста. Над могилою встановлено обеліск з сірого граніту.

### Роботи з підйому суден
«Варяг» був затоплений на мілководді, і при відпливі його правий борт повністю виступав з води. З 10 лютого кораблі Уріу несли сторожову службу поблизу корпусу корабля, на якому було піднято японський прапор. З 18 лютого спеціальний загін, сформований японцями для підйому, приступив до обстеження російських кораблів і вилучення з них різного обладнання і майна. В першу чергу був знятий паровий катер «Варяга», який в подальшому використовувався для потреб суднопіднімальної експедиції. Затонулі кораблі були обстежені водолазами, які виявили в приміщеннях «Варяга» штурманські карти, різні документи і настанови, схеми корабля і технічну документацію, що в подальшому значно полегшило роботи з підйому. Трофеями японців стали також 24 корабельних і шлюпочних андріївських прапора.
З березня по жовтень 1904 року з «Варяга» була знята більша частина артилерії, у тому числі 10 гармат калібру 152 мм, визнаних придатними для використання. Підйом крейсера проходив у кілька етапів і був завершений 8 серпня 1905 року. Після обстеження стану механізмів, демонтажу озброєння, яке залишилося і вивантаження боєприпасів, монтажу тимчасових димових труб і щогл (спочатку встановлені були демонтовані в ході суднопідіймальних робіт) 5 листопада 1905 року корабель своїм ходом вийшов з Чемульпо до Сасебо. В подальшому після ремонту і часткового переозброєння був введений до складу японського флоту під ім'ям «Соя» і активно використовувався як навчальний корабель.
Після обстеження «Корейця» від його підйому, у зв'язку зі значними пошкодженнями, було вирішено відмовитися. З корабля були підняті по одній гарматі калібрів 203 мм, 152 мм, 107 мм і 37 мм, після чого корпус корабля був проданий на металобрухт. Пароплав «Сунгарі» був піднятий 6 серпня 1904 року, відремонтований і включений до складу японського флоту під ім'ям «Мацуэ-мару» як допоміжний крейсер.

## Бій у Чемульпо в пропаганді і масовій культурі
Враховуючи невдалий початок війни, царський уряд вирішив широко використовувати бій в пропагандистських цілях, що стало для деяких учасників бою несподіванкою (відповідно до спогадів штурмана «Варяга» Е. Беренса, повертаючись до Росії, вони вважали, що їх віддадуть під суд). В Одесі, Севастополі і Санкт-Петербурзі були влаштовані урочисті зустрічі учасників бою, причому в столиці — за участю імператора Миколи II. Всі без винятку учасники бою були нагороджені — офіцери, а також цивільні чини (у тому числі чиновники і лікарі) обох кораблів отримали ордени Святого Георгія 4-го ступеня або інші ордени, нижні чини — відзнаки Військового ордена 4-го ступеня. Два матроси отримали відзнаки Військового ордена 3-го ступеня, оскільки нагороду 4-го ступеня вони вже мали. Більш того, офіцери «Корейця» були нагороджені навіть двічі — крім ордена Святого Георгія, вони отримали також чергові ордена з мечами. Всі учасники бою були нагороджені спеціально заснованою медаллю «За бій „Варяга“ і „Корейця“». Настільки масове нагородження високими нагородами було для російського флоту безпрецедентною подією. Вже в радянський час, у 1954 році, на честь 50-річчя живі учасники були нагороджені медалями «За відвагу».
Бій викликав широкий відгук у масовій культурі. Йому присвячені дві широко відомі пісні — «Плещуть холодні хвилі» і «Ворогові не здається наш гордий „Варяг“», написані ще в 1904 році (автором віршів, використаних у другій з них, був австрійський поет Рудольф Грейнц), художній фільм «Крейсер „Варяг“» (1946), велика кількість книг і статей в масових виданнях.

## Оцінки битви
У 1907 році японський імператор Муцухіто в знак визнання героїзму російських моряків направив В. Ф. Руднєву орден Вранішнього сонця II ступеня.
Дії японської сторони в сучасних джерелах оцінюються як грамотні і професійні. Вони дозволили виконати всі поставлені завдання — забезпечити висадку десанту і нейтралізувати російські кораблі, не зазнаючи при цьому втрат. Відзначається, що перемога була досягнута японцями в першу чергу за рахунок переваги в силах і особливостей району бою, які позбавили російські кораблі свободи маневру.
Рішення про вступ російських кораблів у бій проти значно переважаючих сил противника оцінюється як героїчний, в тому числі і з японської сторони. У той же час зазначається, що положення «Морського статуту» не залишали для Руднєва іншого варіанту дій, окрім прийняття бою — здавання корабля японцям або його затоплення без бою кваліфікувалися б як посадовий злочин. На думку ряду авторів (зокрема, В. Д. Доценко, а також генерал-майора О. В. Сорокіна), командиром «Варяга» було допущено ряд серйозних помилок:
- не було використано для прориву ніч перед боєм;
- йдучи на прорив, «Варяг» зв'язав себе тихохідним «Корейцем», не використавши свою перевагу в швидкості ходу (цю помилку відзначав також військово-морський історик і теоретик В. О. Беллі[88]);
- після бою «Варяг» був не підірваний, а затоплений на мілководді, що дозволило японцям підняти його і ввести в дію.

Викликає критику рішення Руднєва про повернення в Чемульпо замість продовження бою, а також неефективне використання російськими кораблями артилерії, в результаті чого японські кораблі не зазнали будь-якої шкоди.

## Зноски
1. ↑  Назви японських кораблів, традиційно транслітерують як «Чіода», «Такачихо», «Нійтака», «Чидорі» та «Чихая», відповідно до сучасної системи транслітерації треба писати як «Тиїда», «Такатихо», «Ніітака», «Тідорі» та «Тихая».
2. ↑  Тут і далі дати за григоріанським календарем.
3. ↑  Радіограма командира крейсера «Акасі» адмиралу Уріу: «На леєрах для білизни „Варяга“ сушиться білизна екіпажу, диму з труб не видно, бойових приготувань на кораблі не ведеться. На „Корейці“ також нічого не відбувається. Обидва корабля стоять на якорі. На них відчувається повний занепад духу».
4. 1 2 3 4 5  Випробування проводилися на форсованій тязі.
5. ↑  Здавальні випробування на повну потужність не проводилися.
6. ↑  Визначена за оборотами валів при проектній водотоннажності.
7. ↑  Тут і далі у розділі зазначено час за російськими/японськими джерелами, з різницею у 35 хвилин.
8. ↑  Утримувачу шкіперської частини «Варяга» Барсукову та комісару Денисову було вручено орден Святого Станіслава 3-го ступеня з мечами, утримувачу по машинній частині Маркелову — орден Святої Анни 3-го ступеню з мечами, священнику Михайлу Руднєву — золотий наперсний хрест з Кабінету Його Величеності для носіння на стрічці ордену Св. Великомученика Георгія
9. ↑  Тобто такі за ступенем при вже наявній нагороді.

## Використана література та джерела
1. ↑  Полутов, 2009, с. 138.
2. ↑  Историческая комиссия, 1912, с. 288—289.
3. ↑  Александров А. Что произошло в Чемульпо? // ФлотоМастер. — 2004. — № 5. — С. 12—24.
4. ↑  Полутов, 2009, с. 193.
5. ↑  Полутов, 2009, с. 139—143.
6. ↑  Полутов, 2009, с. 142—144.
7. ↑  Историческая комиссия, 1912, с. 293—294.
8. ↑  Историческая комиссия, 1912, с. 294—295.
9. ↑  Полутов, 2009, с. 162.
10. ↑  Полутов, 2009, с. 165—168.
11. ↑  Полутов, 2009, с. 169—182.
12. ↑  Полутов, 2009, с. 167—168, 185—190.
13. ↑  Полутов, 2009, с. 187.
14. 1 2 3 4  Вахтенный журнал крейсера 1-го ранга «Варяг». — РГА ВМФ Ф. 875, Оп. 1, Д. 30585 — С. 89—105.
15. 1 2 3  Вахтенный журнал мореходной канонерской лодки «Кореец». — РГА ВМФ Ф. 870, Оп. 1, Д. 54236 — С. 75—87.
16. 1 2 3 4 5  Полутов, 2009.
17. 1 2 3 4 5 6 7  Сулига С. В. Корабли Русско-японской войны 1904—1905 гг. Выпуск 2. Японский флот. — Якутск : Сахаполиграфиздат, 1995. — С. 15—27. — ISBN 5-85259-077-0.
18. 1 2  Полутов, 2009, с. 91.
19. ↑  Полутов, 2009, с. 93.
20. ↑  Полутов, 2009, с. 96.
21. 1 2  Полутов, 2009, с. 71.
22. 1 2  Полутов, 2009, с. 75.
23. 1 2 3  Полутов, 2009, с. 86.
24. 1 2  Полутов, 2009, с. 83.
25. 1 2 3 4  Полутов, 2009, с. 99.
26. 1 2 3 4  Полутов, 2009, с. 101.
27. ↑  Полутов, 2009, с. 247, 231.
28. ↑  Полутов, 2009, с. 250.
29. ↑  Мельников, 1983, с. 138.
30. ↑  Катаев, 2008, с. 33—34, 50.
31. 1 2  Сулига С. В. Корабли Русско-японской войны. — М. : Аскольдъ, 1993. — С. 19—28. — ISBN 5-86579-001-3.
32. ↑  Катаев, 2012, с. 18.
33. ↑  1671 кг, 2012.
34. ↑  Полутов, 2009, с. 221.
35. ↑  Полутов, 2009, с. 220—222.
36. ↑  Полутов, 2009, с. 223—225.
37. ↑  Полутов, 2009, с. 222.
38. ↑  Полутов, 2009, с. 225—226.
39. ↑  Полутов, 2009, с. 223, 228.
40. ↑  Полутов, 2009, с. 228.
41. ↑  Действия флота. Документы, 1911, с. 152.
42. ↑  Действия флота. Документы, 1911, с. 169—171.
43. ↑  Полутов, 2009, с. 228—229.
44. 1 2  Полутов, 2009, с. 369.
45. ↑  Действия флота. Документы, 1911, с. 148.
46. ↑  Полутов, 2009, с. 244—245.
47. ↑  Полутов, 2009, с. 230—231.
48. ↑  Действия флота. Документы, 1911, с. 149.
49. ↑  Полутов, 2009, с. 235, 242—244.
50. ↑  Полутов, 2009, с. 247.
51. ↑  Полутов, 2009, с. 366—367.
52. ↑  Действия флота. Документы, 1911, с. 161.
53. ↑  Историческая комиссия, 1912, с. 170—173.
54. ↑  Мельников, 1983, с. 215-217.
55. 1 2 3  Катаев, 2008, с. 68.
56. ↑  Действия флота. Документы, 1911, с. 173.
57. ↑  Действия флота. Документы, 1911, с. 150.
58. ↑  Крейсер «Тэлбот» в Чемульпо // ФлотоМастер. — 2004. — № 1. — С. 10.
59. ↑  Полутов, 2009, с. 369—371.
60. 1 2  Полутов, 2009, с. 371.
61. ↑  Полутов, 2009, с. 362—365.
62. ↑  Историческая комиссия, 1912, с. 171—172.
63. ↑  Полутов, 2009, с. 239—240, 243, 250.
64. ↑  Сулига С. В. Корабли Русско-японской войны 1904—1905 гг. Выпуск 2. Японский флот. — Якутск : Сахаполиграфиздат, 1995. — С. 41. — ISBN 5-85259-077-0.
65. ↑  Александров А. Что произошло в Чемульпо? // ФлотоМастер. — 2004. — № 6. — С. 20—21.
66. ↑  Катаев, 2008, с. 110—111.
67. ↑  Историческая комиссия, 1912, с. 311—313.
68. ↑  Полутов, 2009, с. 382.
69. ↑  Историческая комиссия, 1912, с. 313—315.
70. ↑  Историческая комиссия, 1912, с. 315—319.
71. ↑  Полутов, 2009, с. 381—383.
72. ↑  Катаев, 2012, с. 171.
73. ↑  Доценко В. Д. Мифы и легенды Российского флота. — СПб. : Полигон, 2002. — С. 99. — ISBN 5-89173-166-5.
74. ↑  Полутов, 2009, с. 361—367.
75. ↑  Полутов, 2009, с. 361—373.
76. ↑  Полутов, 2009, с. 377.
77. ↑  Полутов, 2009, с. 252.
78. ↑  Е. В. Лозовский. Заметки о медали за бой при Чемульпо // Петербургский коллекционер : газета. — СПб., 2010. — Вип. 62. — № 6. — С. 43—45.
79. ↑  Е. В. Лозовский. Под покровом легенд и мифов // Петербургский коллекционер : газета. — СПб., 2006. — Вип. 38. — № 2. — С. 20—21.
80. ↑  Катаев, 2012, с. 172—175.
81. ↑  Манвелов, Николай. Легенды гордого «Варяга». «Российский Императорский флот». infoart.udm.ru. Архів оригіналу за 20.02.2012. Процитовано 11.02.2008. {{cite web}}: Зовнішнє посилання в |work= (довідка)
82. ↑  Мороз В. Бессмертие «Варяга» [Архівовано 16 листопада 2007 у Wayback Machine.] // Красная звезда. — 2004. — 7 февр. — С. 1, 2: ил.
83. ↑  Полутов, 2009, с. 249.
84. 1 2 3  Доценко В. Д. Мифы и легенды Российского флота. — СПб. : Полигон, 2002. — С. 101—103. — ISBN 5-89173-166-5.
85. ↑  Полутов, 2009, с. 240.
86. ↑  Александров А. Что произошло в Чемульпо? // ФлотоМастер. — 2004. — № 6. — С. 9—10.
87. ↑  Сорокин А. И. Русско-японская война 1904-1905 гг. (военно-исторический очерк). — М. : Воениздат, 1956. — С. 75.
88. 1 2  Белли В. А. В Российском Императорском флоте. Воспоминания. — СПб. : Петербург. ин-т печати, 2005. — С. 75. — ISBN 5-93422-018-7.